# Kedrowy (Tomsk)
Kedrowy (russisch Кедровый) ist eine Kleinstadt in der Oblast Tomsk (Russland) mit 2451 Einwohnern (Stand 14. Oktober 2010).

## Geographie
Die Stadt liegt im Südosten des Westsibirischen Tieflandes etwa 350 km nordwestlich der Oblasthauptstadt Tomsk, am Fluss Tschusik, dem linken Quellfluss des wiederum in den Ob mündenden Parabel.
Die Stadt Kedrowy ist der Oblast administrativ direkt unterstellt. Sie ist vom Territorium des Rajons Parabel umgeben, zu dem sie jedoch nicht gehört. Von der Stadt werden sechs Dörfer (Kalininsk, Luschnikowo, Ostanino, Pudino, Rogaljowo, Tawanga) mit zusammen 2125 Einwohnern verwaltet, sodass die Gesamtbevölkerung der administrativen Einheit „Stadt Kedrowy“ 4737 beträgt (Berechnung 2009).
Nach Kedrowy besteht keine ganzjährige feste Straßenverbindung. Nur im Winter ist es über Pisten teilweise auf dem Eis der Flüsse mit Straßenfahrzeugen von der in 150 Kilometer Entfernung vorbeiführenden Regionalstraße R399 erreichbar. Die Stadt hat einen kleinen Flughafen, der unregelmäßig angeflogen wird.

## Geschichte
Kedrowy entstand 1982 als Erdölarbeitersiedlung. Der 1986 gegebene Name ist vom russischen Wort kedr (wörtlich Zeder, gemeint ist die Sibirische Zirbelkiefer) abgeleitet. 1987 erhielt der Ort Stadtrecht. Die Erwartungen an die Entwicklung der Erdölförderung in diesem Gebiet erfüllten sich bislang hauptsächlich wegen der infrastrukturell ungünstigen Lage nicht, sodass die Bevölkerungsentwicklung im Gegensatz zu vielen anderen Städten im Westsibirischen Tiefland stagnierte.

### Bevölkerungsentwicklung
| Jahr | Einwohner |
| ---- | --------- |
| 1989 | 1998      |
| 2002 | 3052      |
| 2010 | 2451      |

Anmerkung: Volkszählungsdaten

## Wirtschaft
Kedrowy ist Zentrum des Erdöl- und Erdgasfördergebietes Pudino, welches durch die Firma Luginezneft (gehört zu Rosneft) ausgebeutet wird. Daneben wird Forstwirtschaft betrieben.